# Ohníč
Ohníč (niem. Wohontsch) – gmina w Czechach, w powiecie Cieplice, w kraju usteckim. Według danych na 1 stycznia 2019 liczyła 733 mieszkańców.